# Cédric Noger
Cédric Noger (* 17. Mai 1992) ist ein ehemaliger Schweizer Skirennfahrer. Er fuhr fast ausschliesslich in der Disziplin Riesenslalom.

## Biografie
Noger stammt aus Wil im Kanton St. Gallen, das Skifahren erlernte er in Ebnat-Kappel im Alter von drei Jahren. Er absolvierte das Sportgymnasium in Davos und begann später ein Fernstudium der Wirtschaftswissenschaft. Als 15-Jähriger nahm Noger ab November 2007 an FIS-Rennen und Juniorenrennen teil, erzielte aber über Jahre hinweg kaum nennenswerte Ergebnisse. Nach der Matura schlug er einen individuellen Weg ein, mit einem medizinisch betreuten Konditionstraining und einem privaten Trainer. Daraufhin trat eine deutliche Leistungssteigerung ein, und er gewann im Januar 2013 erstmals ein FIS-Rennen. Nach der Saison 2012/13 wurde er vom Ostschweizer Regionalverband aus direkt in die Europacupgruppe aufgenommen.
Ende Januar 2014 bestritt Noger sein erstes Europacup-Rennen, die ersten Punkte gewann er am 15. Februar 2014 mit Platz 17 im Riesenslalom von Borowez. Nach einer durchzogenen Saison 2014/15 fiel er vorübergehend aus der Europacupgruppe heraus, fand aber danach wieder den Anschluss und gehörte nach der Saison 2015/16 dem B-Kader von Swiss-Ski an. Bei der Winter-Universiade 2017 in Almaty gewann er die Bronzemedaille im Riesenslalom. Um die Jahreswende 2017/18 siegte Noger in drei Riesenslaloms des Far East Cup und belegte in der Disziplinenwertung den zweiten Platz. Ebenso stiess er im Europacup erstmals unter die besten zehn vor.
Relativ spät, im Alter von 26 Jahren, hatte Noger am 16. Dezember 2018 sein Weltcup-Debüt, konnte sich aber im Riesenslalom von Alta Badia nicht für den zweiten Durchgang qualifizieren. Einen Tag später entschied er erstmals ein Europacuprennen für sich, einen Riesenslalom in Andalo-Paganella. Die ersten Weltcuppunkte holte er am 19. Dezember 2018 mit Platz 18 im Riesenslalom von Saalbach-Hinterglemm. Am 9. März 2019, bei seinem fünften Weltcupeinsatz insgesamt, fuhr er in Kranjska Gora überraschend auf den vierten Platz. Er liess dabei sogar Marcel Hirscher hinter sich und qualifizierte sich für den Weltcupfinal in Soldeu. Zum Abschluss der Saison wurde er Schweizer Riesenslalom-Meister.
2022 zog er sich eine Unterschenkelfraktur des Schien- und Wadenbeins zu. In der Folge verlor er den Kaderstatus bei Swiss-Ski.
Im Mai 2025 gab Noger seinen Rücktritt vom Spitzensport bekannt.

## Erfolge

### Weltcup
- 1 Platzierung unter den besten zehn

### Weltcupwertungen
| Saison  | Gesamt | Gesamt | Riesenslalom | Riesenslalom | Parallel | Parallel |
| Saison  | Platz  | Punkte | Platz        | Punkte       | Platz    | Punkte   |
| ------- | ------ | ------ | ------------ | ------------ | -------- | -------- |
| 2018/19 | 65.    | 96     | 23.          | 96           | –        | –        |
| 2019/20 | 103.   | 46     | 29.          | 46           | –        | –        |
| 2020/21 | 148.   | 3      | 59.          | 3            | –        | –        |
| 2021/22 | 123.   | 18     | 46.          | 9            | 22.      | 9        |

### Europacup
- Saison 2018/19: 4. Riesenslalomwertung
- Saison 2021/22: 9. Riesenslalomwertung
- 12 Platzierungen unter den besten zehn, davon 2 Siege:

| Datum             | Ort              | Land    | Disziplin    |
| ----------------- | ---------------- | ------- | ------------ |
| 17. Dezember 2018 | Andalo-Paganella | Italien | Riesenslalom |
| 3. Dezember 2021  | Zinal            | Schweiz | Riesenslalom |

### Far East Cup
- 5 Podestplätze, davon 3 Siege:

| Datum             | Ort                     | Land     | Disziplin    |
| ----------------- | ----------------------- | -------- | ------------ |
| 15. Dezember 2017 | Songhua Lake Ski Resort | China    | Riesenslalom |
| 16. Dezember 2017 | Songhua Lake Ski Resort | China    | Riesenslalom |
| 9. Januar 2018    | High 1 Resort           | Südkorea | Riesenslalom |

### Universiade
- 2013 Trentino : 17. Riesenslalom / 25. Slalom
- 2015 Sierra Nevada: 25. Riesenslalom
- 2017 Almaty: 3. Riesenslalom

### Weitere Erfolge
- 1 Schweizer Meistertitel (Riesenslalom 2019)
- 6 Siege in FIS-Rennen